# Lennox Falls
Die Lennox Falls sind ein Wasserfall im Mount-Aspiring-Nationalpark in der Region Otago auf der Südinsel Neuseelands. In den Neuseeländischen Alpen liegt er östlich des Mount Earnslaw im Lauf des Lennox Creek, der hinter dem Wasserfall in östlicher Fließrichtung in den Rees River mündet. Seine Fallhöhe beträgt 175 Meter.
Der Wasserfall erschließt sich im Rahmen der vier- bis fünftägigen Wanderung über den Rees-Dart Track, dessen Startpunkt nördlich von Glenorchy liegt.